# Henrik Frei Larsson
Henrik Frei Larsson (* 29. Juli 1953 in Göteborg, Schweden) ist ein Schweizer Künstler, Maler, Radierer und Illustrator.

## Biografie
Henrik Frei Larsson ist ein Sohn des Schweizers Max Frei und der Schwedin Margareta Frei–Larsson, die 1956 mit ihm und seinem Bruder aus Schweden in die Schweiz übersiedelten. In der Schweiz verbrachte Henrik Frei Larsson einen Teil seiner Kindheit in Niederglatt (ZH) und den grössten Teil seiner Kinder- und Jugendzeit in Pfäffikon (ZH).
Sein Vater war Grafiker, Forscher, Autor und Illustrator und hat mehrere Bücher gestaltet und geschrieben, unter anderem auch das Buch „Begegnungen mit der Spinne“. Max Frei hat sich ein halbes Leben lang mit diesen faszinierenden Insekten beschäftigt. Der professionelle Zeichner und Illustrator hat der Spinne „ins Gesicht geschaut“ und im Verlauf vieler Jahre 38 prachtvolle Aquarelle gefertigt. Er arbeitete als Illustrator und Gestalter in Göteborg und als Art Director in Werbeagenturen in der Schweiz. Er hat sich zeitlebens für die Tierwelt interessiert und sich als Tierzeichner und -maler ausgezeichnet.
Henrik Frei Larsson ist nicht nur als Maler bekannt, sondern auch als Radierer. Für das L´Artiste Kunstblatt kamen beispielsweise die Weichgrundtechnik (vernis mou), Aquatinta mit Schabtechnik sowie die Kaltnadel zur Anwendung.
Henrik Frei Larsson ist seit 1976 freischaffender Künstler und Illustrator und lebt in der Schweiz. Als Illustrator und Grafiker entwarf und gestaltete er für verschiedene namhafte Werbe- und Filmagenturen Werbe- und Filmplakate. Mit grossflächigen Wandmalereien realisiert er Projekte für „Kunst am Bau“.
Seit 2013 ist Henrik Frei Larsson mit der Galeristin Sonja Kuriger verheiratet.

## Chronologie
- 1969–1973 Lehre als Beleuchtungs-Designer und Beleuchtungskörperzeichner
- 1973–1974 Vorkurs an der Kunstgewerbeschule Zürich, heute Zürcher Hochschule der Künste (ZhdK)
- 1974–1977 Zeichenlehrerausbildung an der Kunstgewerbeschule in Zürich
- 1982 Diplom für das höhere Lehramt im Fach Zeichnen, Bildnerisches Gestalten an der Hochschule der Künste Zürich (ZhdK)
- 1976–1987 Teilpensum am Realgymnasium Rämibühl in Zürich
- 1987–2007 Dozent für manuelle Drucktechnik an der Hochschule für Gestaltung und Kunst Zürich (FHNW)
- 1988–2007 Zeichenlehrer an der Bezirksschule Unterkulm
- 1990–1994 Künstlerisches Schaffen vorwiegend im Bereich Radierungen
- Seit 2008 Prüfungsabnahme als Experte in den Abschlussklassen im Bereich Kunst
- Seit 1976 freischaffender Künstler und Illustrator

## Schaffen
Henrik Frei Larsson thematisiert in seinem rund 40-jährigen Schaffenswerk die Gegensätze zwischen Natur und Technik, Mensch und Tier, Glaube und Tod und löst damit kontroverse Gefühle beim kritischen Betrachter aus. Er plant sein Vorgehen exakt, reagiert aber während der Arbeit auf die Bedürfnisse des Bildes. Er zeichnet sich mit seinen fliessenden Übergängen von Hell und Dunkel und die daraus resultierenden atmosphärischen Wirkungen seiner realistischen Bilder aus. Er ist nicht nur als Maler, sondern auch als Radierer bekannt.
Henrik Frei Larsson setzt sich von Beginn an mit den verschiedensten Techniken intensiv auseinander. So zählen zu seinem Schaffen Aquarelle, Ölgemälde, Temperamalerei, Mischtechnik und Radierungen.
Seine frühen Werke sind minutiös ausgearbeitete, fast fotografisch genaue Bilder, in denen sich die Natur und die Technik oft zu einer harmonischen Koexistenz zusammenfinden. Mit der Akribie des Forschers malt er präzise Darstellungen verschiedener Motive. Das Spektrum umfasst Buckelwale, Landschaftsbilder, Indianer, Flugzeugträger, U-Boote, Planeten und die Erde.
Henrik Frei Larsson arbeitet mit Abbildungen und Fotografien. Mit Kompositionen, die über die Fotografie hinausgehen, diese buchstäblich überwinden, schafft er die einzigartige Stimmung des gesamten Gemäldes. Er setzt einzelne Teile als Bausteine einer Gesamtkomposition ein und so entstehen Wirklichkeitsebenen, die zueinander in Beziehung stehen.
Das Kernthema in Henrik Frei Larssons Werken ist die Gegenüberstellung von meist urzeitlichen Motiven: Tiere stehen gegenüber der heutigen von Technik geprägten Welt, Leben gegenüber Krieg und Tod, eingebunden in den Raum, der die Landschaft, die Welt und das Universum symbolisiert.
Seit 1975 thematisiert Henrik Frei Larsson in zahlreichen Ausstellungen Gegensätze zwischen Natur und Technik, Mensch und Tier, Glaube, Leben und Tod und löst damit kontroverse Gefühle im kritischen Betrachter aus. Frei Larsson selbst sagte 1988 in einem Interview dazu: „Ich will keine Mächte beschwören, um aus ihnen Kraft und Inspiration zu erlangen. Macht gehört dem Schöpfer, von all dem was ich, in meinem Versuch zu begreifen, male. Ich verdrehe nur die Sicht und lenke sie auf ein mögliches Zusammentreffen von ’Gegensätzen’. Vielleicht sind diese Gegensätze gar nicht so verschieden voneinander, sondern haben in sich denselben Ursprung.“
Zwischen 1990 und 1994 widmete sich Henrik Frei Larsson vorwiegend dem Radieren. Eine Serie in den Techniken Ätzradierungen, Kaltnadel, Aquatinta, Schabtechnik und Weichgrundtechnik (vernis mou). Aufgenommen in der Grafischen Sammlung der ETH Zürich. Gedruckt im Druckatelier des renommierten Kupferdruckers Peter Kneubühler (* 1944 Zürich; † 15. September 1999).
Henrik Frei Larsson arbeitet seit 2008 vorwiegend auf grossformatigen Leinwänden, einerseits in Einzelwerken, in denen er den Fokus auf einen bestimmten Ausschnitt eines Motives lenkt, andererseits in seinen immer wiederkehrenden und unverkennbaren Triptychons.
Auch seine 2009 in der Galerie Kunst7 in Zürich veröffentlichte Serie zeigt Ölgemälde, die ihre Wirkung durch das gezielte Spiel mit Kontrasten in Farbgebung, Lichtführung und gewollter Unschärfe der Motive entfalten. Die Sujets der fotorealistischen Werke reichen von Menschendarstellungen, Ausschnitte von Gesichtern, Darstellungen über Tiere, Landschaften und industriellen Objekten bis hin zu Planeten. Jedes dieser Gemälde spricht eine andere Sprache und nimmt den Betrachter auf eine Reise in die eigene Geschichte hin zur Begegnung mit der Sichtweise Henrik Frei Larssons.
Mit seinem über acht Meter langen Triptychon (Öl auf Leinwand) „Blicke in Wirklichkeit, Mythos und die Fahrt in das Geheimnis der Ewigkeit“, das 2013 entstanden ist, setzt Henrik Frei Larsson in seinem Kunstschaffen einen weiteren Höhepunkt.

## Ausstellungen
- 1975 und 1976 Kunstszene Zürich (Ankauf von Radierungen durch die Stadt Zürich)
- 1976 Ausstellung Zürich Land im Kunstmuseum Winterthur
- 1979 Galerie Kyburg
- 1979 Kunstmuseum Winterthur
- 1983–1994 Regelmässige Teilnahme an der Jahresausstellung Aargauer Künstler im Kunsthaus Aarau. (Ankauf von Werken durch den Kanton Aargau und den Kunstverein Baselland)
- 1985 Galerie H. U. Roth in Bremgarten
- 1986 Zetzwil Aargau
- 1987 Galerie Arrigo in Zürich
- 1989 Galerie Arrigo in Zürich
- 1989/90 Rathaus in Aarau (Ankauf von Werken durch die Stadt Aarau und das Kunsthaus Aarau)
- 1990 Weberei- und Heimatmuseum Ruedertal
- 1992 Teilnahme an der ersten Triennale für Originaldruckgrafik, Musée des Beaux Arts de la ville du Locle
- 1993 U-Galerie in Zürich
- 1994 Galerie «Zum Alten Schützenhaus» in Zofingen (Ankauf eines Werkes durch die Stadt Zofingen)
- 1995 Galerie Schloss Neuhaus, Salzburg, Österreich
- 1997 Teilnahme an der 14. Internationalen Triennale für Original-Druckgraphik «Vision 2000» in Grenchen
- 1999 Galerie Amtshimmel Baden, Gruppenausstellung
- 2002 Galerie Elisabeth Staffelbach, Paarausstellung
- 2004 Galerie Zimmermannhaus Stadt Brugg
- 2009 Galerie KUNST7, Zürich, «Leuchtende Kunstwerke»
- 2009 Galerie b -146 in Zürich
- 2010 Kunstmesse SCOPE in Basel, vertreten durch art worx b -146
- 2013 Galerie KUNST7, Altendorf, «Triptychon»

## Auszeichnungen
- 1976 Kunststipendium des Kantons Zürich
- 1983 Förderungsbeitrag vom Kuratorium des Kt. Aargau
- 1990 Werkbeitrag vom Kuratorium des Kt. Aargau
- 1992 Beitrag für Druckgrafik vom Kuratorium des Kt. Aargau
- 1998 Jahresblatt (Radierung) für das Kuratorium des Kt. Aargau

## Werkankäufe/Museen, öffentliche Einrichtungen
- Kunsthaus Aarau Schweiz
- Präsidialabteilung der Stadt Zürich, Schweiz
- Sammlung Neuhaus Salzburg, Österreich
- Graphische Sammlung der ETH Zürich, Radierungen, Schweiz
- Kunstmuseum Winterthur, Schweiz
- Kunstverein Basel, Schweiz
- Stadt Aarau, Schweiz

## Illustrationen Filme/Kino
- Von einem der quer übers Feld lief, 1977, Regisseur Markus Fischer. Illustration des Filmplakates
- Schilten, 1979, Regisseur Beat Kuert, Filmkollektiv Zürich AG. Illustration des Filmplakates
- Flugjahr, 1982, Regisseur Markus Fischer, Filmkollektiv Zürich AG.Illustration des Filmplakates
- Viamala, 1983, Fernsehfilm Co-Produktion DE/A/I/. Illustrationen, die im Film gezeigt/verwendet wurden
- Brandnacht, 1993, Kinofilm, Regisseur Markus Fischer, Warner Bros. Illustration der DVD Cover

## Zitate
„…Als zweites fällt auf, dass ein thematisches, zeitkritisches Engagement ziemlich untervertreten ist. Die stärksten Arbeiten in jener Hinsicht hängen in einem kleinen Nebenkabinett und sind auch vom Format her bescheiden: Henrik Freis auf den ersten Blick idyllische kleine Bildchen in der Art alter Radierungen, die dann bei näherem Zusehen von komplett zerstörerischen Elementen durchsetzt sind.“

Tagesanzeiger Zürich, 1976 über die Ausstellung Zürich-Land im Kunstmuseum Winterthur
„Natur überwuchert Bedrohliches. Die technisch überzeugenden, jedoch aussagemässig widersprüchlichen Bilder es Zürcher Zeichenlehrers Henrik Frei, die noch bis zum 12. Mai in der Galerie H. U. Roth in Bremgarten gezeigt werden, können ganz kontroverse Reaktionen auslösen: von Widerwillen über Verständnislosigkeit bis zu grenzenloser Begeisterung.“

Wohler Anzeiger, 1985, über die Ausstellung in der Galerie H. U. Roth Bremgarten
„… Henrik Frei zeigt vorwiegend kleinformatige Aquarelle, Landschaften aus unserer Gegend, dann Radierungen, Tusch-, Farbstift- und Bleistiftstudien, zu denen der Betrachter unmittelbar Zugang findet. Eine intensivere Auseinandersetzung mit der Bildaussage verlangen die grösseren Werke des Malers. (Ölpastell-Gouache und Acryl-Pastell-Malerei.) Es geht hier formal und geistig um den Gegensatz von Natur und Technik. …“

Oberwynental, 1986, Ausstellung in Zetzwil
„… Ich will keine Mächte beschwören, um aus ihnen Kraft und Inspiration zu erlangen. Macht gehört dem Schöpfer, von all dem was ich in meinem Versucht zu begreifen, male. Ich verdrehe nur die Sicht und lenke sie auf ein mögliches Zusammentreffen von „Gegensätzen“. Vielleicht sind diese Gegensätze gar nicht so verschieden voneinander, sonder haben in sich denselben Ursprung.“

Henrik Frei Larsson in einem Interview 1988
„Ich bin kein Zauberer, sondern ein Beobachter. Ich sehe etwas in der realen Welt und setze es in den Bildern in einen neuen Zusammenhang. Meine Art der Darstellung will Unfassbares fassbar machen und umgekehrt Fassbares unfassbar.“

Henrik Frei Larsson auf Fragen eines Kunsthistorikers 1988
„… Man hat immer wieder versucht, Henrik Freis Bilder mit anderen Kunsterscheinungen zu vergleichen, mit den Surrealisten, den Fotorealisten, den phantastischen Malern usw., doch all diese Vergleiche hinken. Zwar kombiniert Henrik Frei Gegenstandebenen, die nicht zusammen gehören – ein Buckelwal und eine Raketenbasis zum Beispiel-, doch ein Surrealismus entsteht dabei nicht. Zwar arbeitet Henrik Frei mit Fotografien und Abbildungen, doch er setzt sie als Bausteine einer Gesamtkomposition ein, bleibt also nicht beim fotorealistischen Abbild. Zwar muten Henrik Freis Bilder durch die Linienführung und die Präzision der Darstellung magisch-phantastisch an, doch ein genaues Betrachten bestätigt das, was Henrik Frei selbst sagt: ´Ich setze Wirklichkeitsebenen zueinander in Beziehung, doch all diese Bildebenen sind Wirklichkeitsbilder. Das einzige, was ich mache, ist, dass ich die Ebenen verschiebe, so dass Konstellationen entstehen, die so nicht möglich erscheinen.´ Das heisst mit anderen Worten: Der Betrachter ist es, der durch sein Interpretieren den Bildern ihre inhaltliche Bedeutung gibt. …“

Region Aarau, 1989, Ausstellung Rathaus Aarau
„… Auf den zweiten Blick wird deutlich, dass diese Bilder nur von der Maltechnik her dem Naturalismus verpflichtet sind, nicht von der Aussage her, die in der Kombination scheinbar disparater Gegensätze rein formal etwas Surreales und Irreales hat: Dadurch, dass technische Errungenschaften, von denen zweifellos eine Faszination ausgeht, ebenso faszinierenden Erscheinungen der Natur gegenübergestellt werden, wird das Gestalten des Menschen und sein Eingreifen in die Natur in Frage gestellt. Warum wird das Flugzeug mit dem Gesicht des Indianers und den toten Kühen kombiniert? Im Gegensatz jedoch zum ´Surrealismus´, der den Verdacht hegt, die taghelle Vernunft könne niemals Kunst produzieren, die Kunst gehöre der Un- und Widervernunft an, und der progammatisch eine Sinnlosigkeit des Geschehenen und des Lebens behaupte, nimmt der Maler Henrik Frei die sichtbare Welt wieder ernst, bitter ernst. …“

Zofinger Tagblatt, 1994, Ausstellung Altes Schützenhaus Zofingen
„… Ein Zebraauge, ein angeschnittener Kopf, bunte Vogelfedern. Mit grosser Intensität widmet sich Henrik Frei Larsson kleinen Details. Mal sind es Tiere, die das Interesse des Fotorealisten auf sich ziehen, mal Landschaften und Menschen. Die verschiedensten Motive sind in Nahaufnahme präsentiert, vergrössert auf zwölf quadratischen, grossformatigen Leinwänden. … Dabei handelt es sich um mehr als blosse Motive, die hier ihre Kraft entfalten; hinter jedem der Bilder steht ein ganzes Thema, wie Galeristin Sonja Kuriger bestätigt. ´Henrik Frei Larsson ist ein sehr aufgeschlossener, offener Mensch, der sich mit Religionen und den Glaubensrichtungen, mit Menschen und dem Tod auseinandersetzt.´ erzählt sie.“

Kunstmagazin Regioartline, 2009, Ausstellung Galerie Kunst7 Zürich
„… Dieses Triptychon, das mit seiner Grösse von acht auf knapp zwei Metern bereits unglaublich ist, nimmt einem vom ersten Augenblick an gefangen, aber wer sein Herz und seine Seele weit öffnet und sich ganz auf dieses Bild einlässt, dem eröffnen sich vollkommen neue Dimensionen der Emotionalität. «Wenn ich ein Bild male, dann sind meine Seele, meine Entwicklung und meine Geschichte dort verewigt. Aber ich will auch, dass Raum für die Geschichte des Betrachters ist und etwas ganz anderes bei ihm auslöst» erklärt Henrik Frei Larsson. Kern- und Mittelpunkt des Triptychons ist das Gesicht eines Indianermädchen. Die unwirkliche Farbgebung impliziert eine Mischung aus Skulptur und Wesen, ein Symbol für den lebenden Menschen. Das schützende Kopftuch umrahmt ein zartes Gesicht, die ausdrucksstarken Augen, die so jung erscheinen und doch eine Weisheit von vielen Generationen in sich tragen, schauen den Betrachter an und ehe man es sich versieht, befindet man sich in stummer Zwiesprache mit dem Bild. ´Ich möchte mit meinen Bildern jeden auffordern, sich diesem Ausdruck zu widmen, denn für jeden bedeutet dieser Blick etwas vollkommen anderes.´ … ´Ich möchte, dass mein Bild aus der Welt „raus fällt“, d. h. die Menschen sollen immer etwas Neues entdecken können und das soll ein Leben lang so bleiben.´ Und so geben Künstler wie Werk dem Begriff «Einzigartigkeit» eine völlig neue Dimension. ´Dieses Triptychon ist das bisherige Hauptwerk meines 40-jährigen Malerlebens. Aber natürlich will ich weiter gehen und ich muss besser werden. Aber das ist ein ganz normaler Prozess.´ So ist das nächste grosse Werk bereits in Planung und die Geschichte Henrik Frei Larssons noch lange nicht zu Ende geschrieben.“

March-Anzeiger, 2013, Ausstellung Triptychon „Blicke in Wirklichkeit, Mythos und die Fahrt in das Geheimnis der Ewigkeit“, Galerie Kunst7, Altendorf

## Eintragungen
- SIK ISEA Schweizerisches Institut für Kunstwissenschaft